# 悪麗之助
悪 麗之助（あく れいのすけ、1902年11月25日 - 1931年10月26日）は、日本の脚本家、映画監督である。満28歳で夭折した、昭和初年の無声映画界に存在したアナキスト系映画作家である。陸 大蔵（りく たいぞう）、阿久 礼之助（あく れいのすけ）、竜造寺 淳平（りゅうぞうじ じゅんぺい）とも名乗る。本名金田 茂男（かなた しげお）。

## 来歴・人物
1902年（明治35年）11月25日、大阪府に生まれ、横浜に育ち小学校尋常科から上級学校に進学後に大学あるいは旧制高校（在籍校名は不明）まで進学し、在学時か卒業と同時か定かではないが既に脚本家デビューしていた。
悪麗之助（金田茂男）は、子供の頃に実母を病気で亡くし、父・作市の死後、叔父・樋谷弁治に身を寄せた。叔父・弁治は伊藤博文の護衛官などをしていた経歴があると伝わっている警察官で、裕福な叔父宅に身を寄せたことで大学あるいは旧制高校まで進学できた。
マキノ映画製作所等持院撮影所の牧野省三に抜擢され、1924年（大正13年）、金森万象監督、横山運平主演の『超現代人』で脚本家として22歳にしてデビュー、同作は同年4月11日に公開された。東亜キネマとの合併後の「等持院撮影所」でひきつづき、仁科熊彦や後藤秋声の作品の脚本を書いて、帝国キネマ（帝キネ）の小阪撮影所に転じた。マキノでの最後の『戦国時代』三部作は「陸大蔵」名義となった。
1925年（大正14年）、添田唖蝉坊系アナキストで「浅草オペラ」出身の古海卓二監督と意気投合、3本の脚本を提供。同年6月25日に公開された尾上紋十郎主演の『崇禅寺馬場 前篇』で映画監督としてデビューする。ただし「竜造寺淳平」（順平）名義であり、後篇は山下秀一監督、脚本は新織司であった。翌月の7月13日に公開されたおなじく紋十郎主演の『長脇差』は「悪麗之助」名義でクレジットされた。当時の帝キネ小阪の経営上の内紛で撮影所が閉鎖されると、ふたたび牧野のいる「等持院撮影所」に戻り、監督作『追はれ行く人』を発表する。市川小太夫の主演デビュー作であった。まもなく牧野が等持院を離れ再度独立するが、悪は等持院に残った。
1926年（大正15年）、阪東妻三郎プロダクションに招かれ、阪東妻三郎主演、伊藤大輔脚本の『無明地獄』を「陸大蔵」名義で撮る。つづいて寿々喜多呂九平原作・脚本の『蜘蛛』を「悪麗之助」名義で撮る。山上伊太郎とならんで「鬼才」と称されるようになる。1927年（昭和2年）の立花良介と阪妻による「阪妻・立花・ユニヴァーサル連合映画」で、衣笠貞之助の『狂つた一頁』の脚本に参加した沢田暁紅の原作・脚本による『狂乱星月夜』、寿々喜多原作・脚本の『閃影 前篇』を撮って、同社を飛び出す。大阪港パーク撮影所で『彼は復讐を忘れたか』を撮って、1928年（昭和3年）初頭に東京へ飛び、河合映画町屋撮影所で『ふくろう組』を撮る。
同年後半、「連合映画芸術家協会」を解散した直木三十五と月形龍之介が始めたツキガタ・プロタクション で、直木の推薦によりツキガタ・プロタクション同人となり、月形陽候（月形龍之介）主演の『敵討破れ傘』、『救ひを求むるもの』等の異色時代劇を撮った。翌1929年（昭和4年）に同プロダクションが解散すると、市川右太衛門プロダクションで『野良犬』、『冷眼』を市川右太衛門主演で撮った。
1930年（昭和5年）、月形が入社した松竹下加茂撮影所に移籍、『弥藤太昇天』を皮切りに月形龍之介主演作を立て続けに監督するが、その間の時期に愛児を交通事故で失う。1931年（昭和6年）3月6日公開の月形の主演作『紅蝙蝠 第一篇』を監督したのを最後に、肺結核が悪化し、再び脚本に専念する。井上金太郎、二川文太郎ら、かつて「マキノ映画製作所」に集った同世代の監督たちが下加茂におり、彼らの監督作のための脚本をつぎつぎに書いた。
同年10月26日午前11時、肺結核により京都で死去した。満28歳没。駆けつけた友人たちを見回した直後に永眠した悪に、臨終に居合わせた月形龍之介は「悪のやつ、最後までパンをして逝きよった」と語った。本人は写真嫌いで残した写真は少なく葬儀の際は友人が描いた似顔絵を遺影にした。
没時の妻は『無明地獄』（1926年）で阪東妻三郎の相手役を演じた女優の鏡淳子である。鏡淳子とは再婚であるが未入籍となった。亡くなる前年に交通事故死した二人の子供のうち一人は前妻の子供で、もう一人は鏡との間に出来た子供だった。
悪麗之助の死亡届を同居していた書生の「吉田春吉」が提出した。この人物の経歴は一切不明。
悪の監督作は、長らくまったく現存していなかったが、『荒木又右衛門』の21分短縮版が、2009年（平成21年）に発掘・復元された。唯一の現存作として、現在、復元した大阪芸術大学が所蔵している。脚本作は、沼田紅緑『戦国時代』、衣笠貞之助『唐人お吉』等が現存する。

## フィルモグラフィ

### 脚本家時代
1924年
- 『超現代人』 : 監督金森万象、マキノ映画製作所等持院撮影所 - 原作・脚本
- 『或る兄弟と城主』 : 監督仁科熊彦、東亜キネマ等持院撮影所 - 原作・脚本
- 『茶人木阿弥』 : 監督後藤秋声、脚本村瀬仁三郎、東亜キネマ等持院撮影所 - 原作
- 『戦国時代 第一篇』 : 監督後藤秋声、「陸大蔵」名義、東亜キネマ等持院撮影所 - 原作・脚本
- 『戦国時代 第二篇』 : 監督沼田紅緑、「陸大蔵」名義、東亜キネマ等持院撮影所 - 原作・脚本

1925年
- 『戦国時代 第三篇』 : 監督沼田紅緑、「陸大蔵」名義、東亜キネマ等持院撮影所 - 原作・脚本
- 『行路』 : 監督古海卓二、撮影杉山公平、主演岡田時彦、帝国キネマ - 原作・脚本
- 『近藤勇』 : 監督森本登良夫、主演市川幡谷、帝国キネマ - 脚本
- 『三人の道化者』 : 監督古海卓二、撮影杉山公平、主演関操、伊志井寛、帝国キネマ - 原作・脚本
- 『有刃無刃』 : 監督宮沢進郎、撮影谷口禎、主演片岡童十郎、帝国キネマ - 原作・脚本
- 『関東侠客伝 剣豪無双の巻』 : 監督古海卓二、撮影吉田俊作、主演尾上紋十郎、帝国キネマ小阪撮影所 - 脚本

### 監督時代
Category:悪麗之助の監督映画
1925年
- 『崇禅寺馬場 前篇』 : 主演尾上紋十郎、帝国キネマ小阪撮影所 - 脚本・監督
  - 後篇の監督は山下秀一、脚本は新織司
- 『長脇差』 : 主演尾上紋十郎、帝国キネマ小阪撮影所 - 原作・脚本・監督
- 『追はれ行く人』 : 東亜キネマ等持院撮影所
- 『剣戟』 : 東亜キネマ等持院撮影所
- 『恋を賭けた武士』 : 東亜キネマ等持院撮影所
- 『徳十と仙吉』 : 東亜キネマ等持院撮影所

1926年
- 『鋳掛松捕縛』 : 東亜キネマ等持院撮影所
- 『無明地獄』 : 脚本伊藤大輔、主演阪東妻三郎、阪東妻三郎プロダクション太秦撮影所 - 原作・監督（「陸大蔵」名義）
- 『蜘蛛』 : 原作・脚本寿々喜多呂九平、主演阪東妻三郎、阪東妻三郎プロダクション太秦撮影所

1927年
- 『狂乱星月夜』 : 原作・脚本沢田暁紅、阪妻・立花・ユニヴァーサル連合映画
- 『閃影 前篇』 : 原作・脚本寿々喜多呂九平、阪妻・立花・ユニヴァーサル連合映画
- 『彼は復讐を忘れたか』 : 大阪港パーク撮影所 - 原作・脚本・監督

1928年
- 『ふくろう組』 : 河合映画町屋撮影所 - 原作・脚本・監督
- 『敵討破れ傘』 : 主演月形陽候（月形龍之介）、ツキガタ・プロタクション
- 『救ひを求むるもの』 : 主演月形陽候、ツキガタ・プロタクション

1929年
- 『やくざ者』 : 主演月形陽候、ツキガタ・プロタクション
- 『野良犬』 : 主演市川右太衛門、市川右太衛門プロダクション / 松竹キネマ - 原作・脚本・監督
- 『海賊船』 : 主演月形陽候、ツキガタ・プロタクション - 原作・脚本・監督
- 『冷眼』 : 主演市川右太衛門、市川右太衛門プロダクション / 松竹キネマ - 脚本・監督

1930年 松竹下加茂撮影所
- 『弥藤太昇天』 : 主演月形龍之介 - 原作・脚本・監督
- 『馬の脚』 : 主演月形龍之介
- 『荒木又右衛門』 : 主演月形龍之介 - 脚本・監督
- 『弥次喜多はしご道中』 : 主演月形龍之介 - 脚本・監督
- 『疵高倉』 : 主演月形龍之介、松竹太秦撮影所 - 脚本・監督

1931年 松竹下加茂撮影所
- 『紅蝙蝠 第一篇』 : 原作長谷川伸、撮影円谷英二、主演月形龍之介 - 脚本・監督、監督としての遺作

### 末期の脚本家時代
1931年 松竹下加茂撮影所
- 『血煙一番槍』 : 監督神田金太郎、市川右太衛門プロダクション / 松竹キネマ - 原作・脚本（「陸大蔵」名義）
- 『彼は復讐を忘れたか』 : 監督星哲六、脚本木村富士夫 - 原作のみ
- 『紅蝙蝠 第二篇 勇躍血戦の巻』 : 監督広瀬五郎、原作長谷川伸、主演月形龍之介 - 脚本
- 『河童又介』 : 監督広瀬五郎、原作長谷川伸 - 脚本
- 『紅蝙蝠 第三篇 血涙戸並長八郎の巻』 : 監督広瀬五郎、原作長谷川伸、主演月形龍之介 - 脚本
- 『馬頭の銭 化粧菩薩の巻』 : 監督井上金太郎、原作長谷川伸 - 脚本
- 『かごや大納言』 : 監督二川文太郎、原作大森痴雪 - 脚本
- 『馬頭の銭 黄金乱舞の巻』 : 監督井上金太郎、原作長谷川伸 - 脚本
- 『忠弥行状記』 : 監督井上金太郎、原作金子洋文 - 脚本、没後公開
- 『唐人お吉』 : 監督衣笠貞之助、原作村松春水 - 脚本、没後公開

## 関連事項
- マキノ映画製作所 - 東亜キネマ等持院撮影所 （牧野省三）
- 帝国キネマ小阪撮影所 - 東邦映画製作所 （山川吉太郎、立石駒吉）
- 阪東妻三郎プロダクション - 阪妻・立花・ユニヴァーサル連合映画 （阪東妻三郎、立花良介）
- 市川右太衛門プロダクション （市川右太衛門）
- ツキガタ・プロタクション （月形龍之介）
- 松竹下加茂撮影所
- 悪魔派 (映画のムーヴメント)

## 註
1. ↑  日本映画データベースの「崇禅寺馬場 前篇」の表記を参照。
2. 1 2 3 4 5  『日本映画監督全集』（キネマ旬報社、1976年）の「悪麗之助」の項（p.11）を参照。同項執筆は竹中労。
3. ↑  直木の甥・植村鞆音『直木三十五伝』（文藝春秋、2005年 ISBN 4163671501）の記述を参照。
4. ↑  戦前チャンバラ「荒木又右衛門」フィルム発見 - ウェイバックマシン（2009年10月10日アーカイブ分）、スポーツニッポン、2009年10月7日付、2011年9月27日閲覧。
5. ↑  発掘された映画たち2010 荒木又右衛門、東京国立近代美術館フィルムセンター、2011年9月27日閲覧。